# Eurytoma noxialis
Eurytoma noxialis är en stekelart som först beskrevs av Josef Aloizievitsch Portschinsky 1881.  Eurytoma noxialis ingår i släktet Eurytoma och familjen kragglanssteklar. Arten är reproducerande i Sverige. Inga underarter finns listade i Catalogue of Life.